# Parathesis panamensis
Parathesis panamensis là một loài thực vật thuộc họ Myrsinaceae. Loài này có ở Colombia và Panama.